# Luddisme
El luddisme fou una forma de protesta apareguda a Gran Bretanya a partir de 1811 i que s'allargà durant els primers decennis del segle xix, fins al 1830. El luddisme pren el nom de Ned Ludd, un pseudònim emprat repetidament pels qui destruïen les màquines i les instal·lacions obreres.
Tradicionalment, s'ha considerat el luddisme com la primera forma de lluita obrera contra el capitalisme que, de retruc, s'oposa a la industrialització. Aquesta fou la visió que donaren Sidney Webb i Beatrice Webb a la seva obra sobre el sindicalisme britànic.
Més endavant, Eric Hobsbawm presentà una nova visió sobre el luddisme que George Rudé, Edward Palmer Thompson i John Rule han desenvolupat amb més precisió. Així, doncs, actualment se sap que les destruccions luddites anaren a càrrec d'artesans que veien perillar la seva existència davant la ràpida introducció de mà d'obra que no havia de seguir l'aprenentatge de 7 anys que la llei marcà fins al 1814 i que no requerien ni preparació, ni qualificació, atès que empraven la nova maquinària tèxtil que es desenvolupava. Des dels sindicats d'origen gremial, els artesans actuaren contra la maquinària i contra aquests primers obrers, majoritàriament dones i nens amb salaris molt baixos.
La destrucció de les màquines modernes no fou una reacció contra el progrés, ni tampoc contra la industrialització, sinó actes de resistència respecte a la nova dictadura econòmica dels propietaris industrials. No va ser la tecnologia, sinó l'ús de la producció i les mesures antiregulatòries, amb la destrucció dels gremis i la democràcia associativa, la que va motivar molts artesans enviats a la intempèrie del mercat a practicar la destrucció de les màquines. No va ser el progrés el que incomodava els luddites, sinó la subversió dels antics equilibris laborals i l'empobriment sobtat que patien les víctimes dels canvis. La violència contra les màquines havia de servir per establir negociacions sobre com es repartien els guanys que comportaven els nous sistemes industrials i una tecnologia que feia acumular la producció en poques mans. En certa manera, la destrucció de les màquines esdevenia una veritable lluita de classes, tenint en compte que s'atacava una propietat privada i es discutia sobre el repartiment de la riquesa i la regulació de la producció.

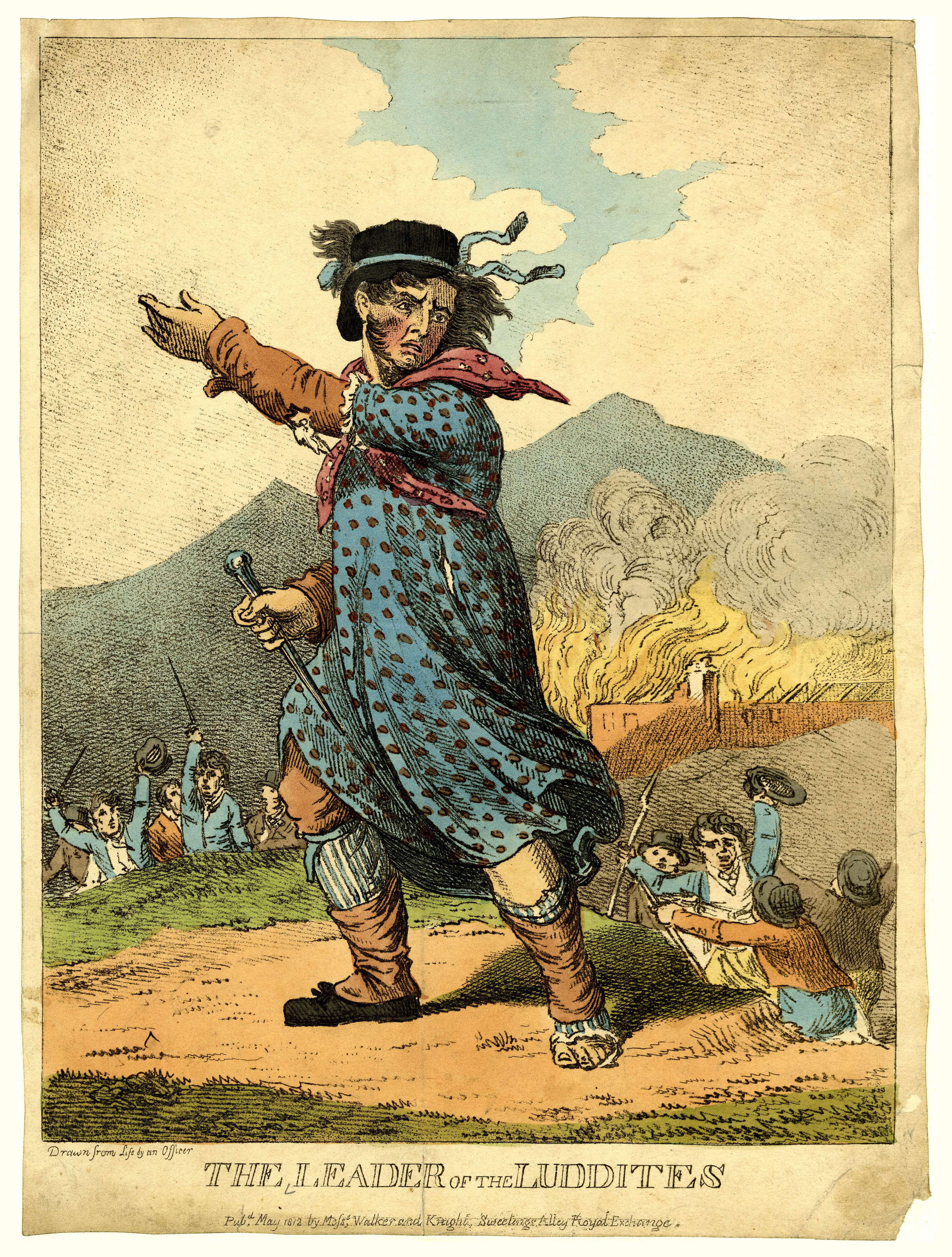
El líder dels luddites, gravat de 1813

A la llarga, davant la inevitable industrialització i proletarització del sector tèxtil, els artesans anaren abandonant les accions violentes i obriren els seus sindicats als obrers, això és, les dones i els pocs homes que aleshores formaven part del primigeni proletariat industrial britànic.
A final del segle xx, en plena revolució digital, va sorgir un moviment conegut com a neoluddisme, que s'oposa a la intel·ligència artificial i tot avanç científic que es basi en la informàtica. Reconeix que no solament els empresaris són els explotadors sinó que és la forma com funciona la tecnologia que aliena tant l'explotador com l'explotat i que els converteix, segons el seu criteri, en parts funcionals de la maquinària tecnològica.